# Czornobaj
Czornobaj (ukr. Чорнобай) – osiedle typu miejskiego w obwodzie czerkaskim Ukrainy, w rejonie złotonoskim, przed 2020 siedziba władz rejonu czornobajiwskiego.
Miejscowość leży na Nizinie Czarnomorskiej, nad rzeką Irklij. 

## Historia
Pierwsza wzmianka o miejscowości pochodzi z 1656.
W 1989 liczyło 8783 mieszkańców.
W 2013 liczyło 7396 mieszkańców.